# Seconda battaglia della Champagne
La seconda battaglia della Champagne fu un'offensiva francese contro l'esercito tedesco, iniziata il 25 settembre del 1915 e conclusasi il 6 novembre del medesimo anno.

## Dal 25 settembre al 6 novembre
I primi giorni di combattimento furono un successo per gli attaccanti e i tedeschi persero terreno. L'artiglieria sparò per 3 giorni, dopodiché iniziò l'avanzata della fanteria, che si protrasse per 3 km circa. Il giorno successivo arrivarono dei rinforzi per i Tedeschi e l'offensiva perse vigore fino ad arrestarsi il 6 ottobre.

## L'offensiva riparte
L'offensiva fu, sotto la pressione dell'Alto Comando francese, rincominciata, ma non riuscì mai a riprendere vigore. I Tedeschi contrattaccarono il 30 ottobre, riconquistando tutto il terreno perso nei giorni precedenti. L'offensiva fu, alla fine, sospesa il 6 novembre.

## Conseguenze
La battaglia aveva lasciato Verdun priva della sua artiglieria, catturando l'attenzione dei comandanti tedeschi. Il successo iniziale francese fu dovuto in gran parte alla debolezza delle difese tedesche nella regione della Champagne. L'offensiva aveva provocato nei comandanti tedeschi locali un grande spavento non appena le loro difese furono sopraffatte, sebbene fossero poi arrivati rinforzi sufficienti a contenere l'avanzata francese. Inoltre, fu notato come delle postazioni improvvisate di artiglieria più moderna e mitragliatrici avessero maggior effetto contro gli attacchi francesi che le bocche da fuoco originarie: questa scoperta fu incorporata nella strategia difensiva tedesca come anche la capacità che aveva un numero relativamente esiguo di soldati di non perdere terreno quando supportato da una sufficiente quantità di artiglieria e mitragliatrici. Lo svolgimento della battaglia instillò in Falkenhayn l'idea che era impossibile per qualunque esercito sfondare  le linee avversarie sul fronte occidentale.

## Perdite
L'offensiva fu deludente per i Francesi nonostante, attraverso l'uso della nuova tattica "a scaglioni", i soldati ottennero dei progressi solamente nel tempo necessario ai tedeschi per far affluire le riserve. I Francesi persero 145'000 uomini, mentre i Tedeschi persero 72'500 uomini. Le forze francesi, in più, catturarono 25'000 prigionieri e 150 cannoni.